# Trevor Jones
Trevor Alfred Charles Jones (Città del Capo, 23 marzo 1949) è un musicista e compositore sudafricano.
Sebbene non sia particolarmente conosciuto al di fuori del mondo del cinema, è autore di numerose colonne sonore e la sua musica è acclamata dalla critica sia per la sua profondità e l'emozione.

## Biografia
All'età di cinque anni, Jones aveva già deciso di diventare un compositore di colonne sonore. Nel 1967 ha frequentato la Royal Academy of Music di Londra con una borsa di studio e, in seguito, ha lavorato per cinque anni per la BBC su riviste di musica radio-televisiva. Nel 1974 Jones ha frequentato l'Università di York dal quale si è laureato in "Musica di Film e Media". Ha studiato tre anni alla National Film and Television School sul modo in cui si dirige un film, sul cinema e sulle tecniche di suono. Nel 1981 Jones ha scritto la colonna sonora per il cortometraggio The Bottom Dollar, premiato con un Oscar, e per il corto L'Angelo Nero.
Jones conobbe presto John Boorman, che era impegnato in un film sull'epopea arturiana, Excalibur (1981). Anche se la maggior parte dei brani della colonna sonora di quest'ultimo film furono le musiche di Richard Wagner e Carl Orff, Boorman necessitava anche di spunti drammatici originali per alcune scene. Tenuto conto del modesto budget di Excalibur, un compositore illustre era fuori portata, così Boorman commissionò al giovane Jones le musiche necessarie.
Excalibur ha portato Jones a conoscenza di Jim Henson, che stava girando The Dark Crystal (1982) ed era in cerca di un compositore giovane e desideroso di lavorare in modo sperimentale. Il risultato è un lavoro espansivo e sfaccettato con la London Symphony Orchestra, potenziata da un uso inventivo di sintetizzatori Fairlight e Synclavier, così come l'uso di strumenti d'epoca come il cromorno, il flauto dolce ed un insolito doppio flagioletto, che Jones trovò per caso in un negozio di musica.
Dopo Excalibur, Jones lavorò a Il mittente (1982) e L'avventura dei pirati Nate e Hayes (1983). Nel 1985 Jones compose per la produzione televisiva ne La corsa al Polo. Jones si riunì ad Henson con la fantasia musicale del 1986, Labyrinth - Dove tutto è possibile. David Bowie scrisse ed eseguì le tracce vocali per questo film, tra cui la hit Underground, mentre Jones si occupò della partitura drammatica.
Riflettendo sulla sua complessa partitura sinfonica per The Dark Crystal, tenuta di poco conto, Jones iniziò a ripensare al suo approccio alla musica drammatica. Intorno alla metà degli anni '80, il lavoro Jones divenne più basato sull'elettronica (molto simile a quella de compositore Maurice Jarre), evitando i temi identificabili a favore di migliorare l'armonia tra accordi del sintetizzatore. Tra il 1987 e il 1989, compose colonne sonore per Dominick & Eugene (al quale ha partecipato il chitarrista classico John Williams), Angel Heart - Ascensore per l'inferno, Mississippi Burning - Le radici dell'odio e Seduzione pericolosa. Il ritorno di Jones alla composizione con una grande orchestra avvenne nel 1990 con Aracnofobia. Nel 1992 scrisse la musica per Tutta colpa del fattorino.
Nello stesso anno, arrivò il successo più importante di Jones ed una delle colonne sonore più celebri di tutti i tempi: L'ultimo dei Mohicani. Il regista Michael Mann inizialmente chiese a Jones una colonna sonora elettronica per il film, ma in seguito si optò per una partitura orchestrale perché più appropriata a un colossal storico di quel tipo. Jones si affrettò a rifare la partitura per orchestra, mentre i costanti tagli subìti dal film prevedevano costanti adattamenti delle musiche. Alla fine, con la data di uscita imminente, venne chiamato il compositore Randy Edelman per musicare alcune scene minori che Jones non aveva avuto il tempo di fare. Edelman e Jones vennero entrambi accreditati come compositori per le musiche del film, cosa che rese la colonna sonora de L'ultimo dei Mohicani ineleggibile per gli standard degli Oscar.

## Filmografia

### Cinema
- Excalibur, regia di John Boorman (1981)
- The Dark Crystal (1982)
- Savage Islands, regia di Ferdinand Fairfax (1983)
- A trenta secondi dalla fine (1986)
- Labyrinth - Dove tutto è possibile (1986)
- Angel Heart - Ascensore per l'inferno (1987)
- Mississippi Burning (1988)
- Seduzione pericolosa (1989)
- Cattive compagnie (1990)
- Aracnofobia (1990)
- CrissCross (1991)
- Freejack - In fuga nel futuro (1992)
- L'ultimo dei Mohicani (1992)
- Cliffhanger - L'ultima sfida (1993)
- Nel nome del padre (1993)
- Il bacio della morte (1995)
- I viaggi di Gulliver (1995)
- Riccardo III (1995)
- Loch Ness (1996)
- Grazie, signora Thatcher (1997)
- Soldato Jane (1997)
- Lawn Dogs (1997)
- Merlino (1998)
- Soluzione estrema (1998)
- Dark City (1998)
- Basta guardare il cielo (1998)
- Notting Hill (1999)
- Thirteen Days (2000)
- La vera storia di Jack lo squartatore - From Hell (2001)
- La leggenda degli uomini straordinari (2003)
- Il giro del mondo in 80 giorni (2004)

### Televisione
- La corsa al Polo (The Last Place on Earth) – miniserie TV, 7 puntate (1985)
- Death Train, regia di David Jackson – film TV (1993)